# Microtunneling

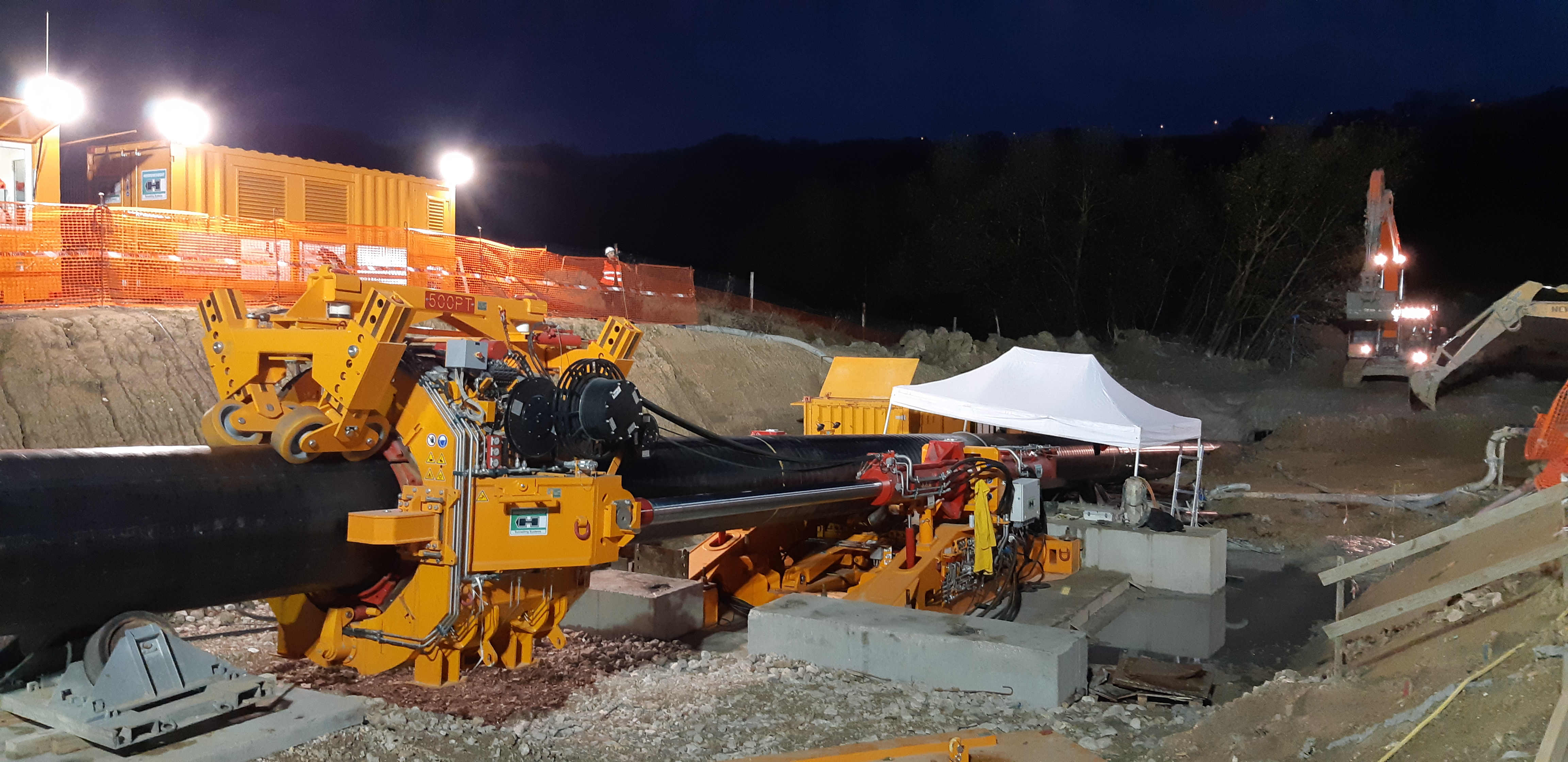

Microtunneling is een tunnelbouwmethode. Deze methode wordt vaak gebruikt in stedelijke omgeving, waar geen ruimte is voor een grote bouwput of bouwkuip. In 2003 is er alleen al in Nederland zo'n 6000 meter tunnel aangelegd volgens de microtunneling-methode.
Karakteristiek aan microtunneling is het voorafgaan van de tunnelelementen door een tunnelboormachine. Het principe van microtunneling is te omschrijven als het gebruik van hydraulische jacks die prefab tunnelelementen door een tunnelboormachine-geboord gat duwen. In de afgelopen twintig jaar is de microtunnelingtechniek snel ontwikkeld. In het begin waren alleen rechte boringen mogelijk, maar tegenwoordig kan er ook horizontaal en zelfs verticaal geboord worden. De boormachines die gebruikt worden bij microtunneling werken grotendeels volgens dezelfde principes als de grotere tunnelboormachines.

## Proces
Microtunneling begint met de aanleg van een startschacht, die een voldoende grote diameter heeft om het eerste element, de tunnelboor in haar geheel te kunnen huisvesten. Deze tunnelboor wordt in een 'jacking-frame' geplaatst, een stalen houder voorzien van hydraulische apparatuur om de elementen voort te bewegen. Om dit duwen te bemakkelijken wordt het voorste tunnelelement voorzien van een boorschild. Als het voorste element ver genoeg in de grond is bewogen, wordt er een nieuw tunnelelement in het 'jacking-frame' gehesen en gekoppeld aan het boorschild, en herhaalt het hele proces zich. 
Microtunneling is over het algemeen geschikt voor tunnels met een diameter van 0,15 tot 3,50 meter, hoewel er in het verleden ook tunnels tot 6,00 meter diameter mee aangelegd zijn. Omdat de tunnel tijdens het proces steeds langer wordt, neemt de wrijving op de tunnelelementen en het jacking-frame ook steeds meer toe. Na een bepaalde lengte wordt deze wrijvingskracht zo groot dat de maximale spanning in de betonnen tunnelelementen en de maximale duwkracht van de hydrauliek overschreden wordt. Om tunnelconstructie toch nog mogelijk te maken bij grote lengtes, kunnen er tussen-'jackstations' aangelegd worden, zelfstandige hydraulische elementen die extra duwkracht kunnen uitoefenen.

## Besturing
De microtunnelingmachine bestaat uit twee onderdelen: het boorschild en het achterstuk. hydraulische rammen tussen voor- en achterschild kunnen afzonderlijk van elkaar bewegen, en daarmee een richtingsverandering tot drie procent bewerkstelligen. De maximaal toelaatbare verdraaiing wordt bepaald door het soort pijp, de afdichtingsmethode en de gebruikte duwkracht. Pijpen kunnen moeilijk met grote hoekverdraaiingen omgaan, omdat de duwkracht dan niet meer evernredig over de doorsnede verdeeld wordt. 
Wanneer het boorschild draait, verandert vanzelf de richting van de boring. Sturing wordt niet alleen gebruikt om van koers te veranderen, maar ook om onvoorziene koerswijzigingen te corrigeren.

## Positionering
Voor zowel sturing als positiebepaling zijn de x-, y- en z-coördinaten belangrijk, samen met de hoekverdraaiing van het boorschild. Om deze coördinaten te bepalen wordt gebruikgemaakt van laserdoelen. Hierbij wordt een laser in de startschacht geplaatst, die gericht wordt op een ontvanger in het boorschild. Dit kan zowel passief als actief gebeuren. Passief wordt het gedaan met een cctv-camerasysteem, actief gebeurt het met metingen van verstoringen en aanpassingen daaropvolgend. 
Bij gebogen trajecten wordt van hetzelfde systeem gebruikgemaakt, alleen beweegt de laser mee met de tunnel. Zolang de positie van de laser bekend is, bijvoorbeeld door oppervlakte-plaatsbepaling, kan de positie van het boorschild bepaald worden.

## Boorschild-types
Microtunneling kan toegepast worden in alle soorten grond. Elke soort grond heeft zijn eigen, specifieke samenstelling en daardoor een optimale boormethode. In Nederland zorgt de hoge grondwaterspiegel ervoor dat er alleen gebruikgemaakt kan worden van gesloten frontboren. De volgende boormethodes zijn toepasbaar:
- slurry-schild
- EPB-schild
- mechanisch grondbalansschild
- mix-schild

## Verticale microtunneling
Voor de aanleg van de Noord-Zuidlijn is een geheel nieuwe vorm van microtunneling ontwikkeld: verticale microtunneling. Het oude funderingswerk onder de perrons van het centraal station van Amsterdam moest vervangen worden zodat het nieuwe metrostation eronder aangelegd kan worden. Gekozen is voor een tafelconstructie met twee buispaalwanden. In eerste instantie was gekozen deze wanden aan te leggen met wrikpalen, maar uiteindelijk is vanuit technisch oogpunt gekozen voor de microtunnelingtechniek. Met deze techniek was het gebruik van grout niet meer noodzakelijk, wat een groot risico met zich mee had kunnen nemen.
Omdat er onder de perrons slechts 3,1 meter werkruimte aanwezig was, is gekozen voor elementen van 1850 mm hoog. De microtunnelboormachine is ook slechts 1850 mm hoog en heeft een diameter van 1820 mm. Omdat wanneer de boor op de juiste diepte aangekomen is, weer omhooggetrokken moet worden om hergebruikt te kunnen worden, is hij voorzien van intrekbare snijtanden die hydraulisch werken. Om te voorkomen dat het boorgat instort door druk van het grondwater, staat het constant onder water. De tunnelboormachine is hierom waterdicht uitgevoerd.